# Maria Wodzińska
Maria Wodzińska, née le 7 janvier 1819 et morte le 7 décembre 1896, est surtout connue pour avoir été la fiancée de Frédéric Chopin, sans que cela aboutisse à leur mariage.

## Biographie
Elle est issue d'une famille noble de haut rang. Elle est la fille de Vincent Simon Wodzinski et de Teresa Wodzinska (fille de Jan Pawel Wodzinski).
Frédéric Chopin et elle se connaissent depuis l'enfance, les frères de Marie ayant été pensionnaires chez les Chopin à Varsovie.
Jeune fille, alors qu'elle réside à Genève, elle suscite un sentiment notable chez un autre artiste, le poète Juliusz Słowacki.
Les retrouvailles avec Chopin ont lieu en 1835, à Dresde, après la rencontre de Chopin et de son père à Carlsbad ; au cours des mois suivants, tout en étant séparés (l'un à Paris, l'autre en Pologne), ils envisagent un mariage. Chopin compose pour elle la Valse de l'adieu. Ils se revoient en 1836 à Marienbad, puis à Dresde ; au départ de Frédéric, une sorte d'accord est conclu entre lui et Teresa Wodzinska. Au début de l'année 1837, une nouvelle rencontre est envisagée, mais cela ne se concrétise pas. Une rupture informelle a lieu (par échange de courrier) en mars 1837, confirmée au mois de septembre suivant. Le motif n'est explicité par aucun document, mais il provient de la famille de Maria, et non pas de Chopin. Notamment, l'oncle de Maria, Maciej Wodzinski, était nettement opposé à ce mariage.
Après cette rupture, elle épouse successivement, en 1841, Jozef Skarbek, fils du parrain de Chopin, Fryderyk Skarbek (de Zelazowa-Wola), puis Wladislaw Orpiszewski ; du côté de Chopin commence ensuite sa liaison avec George Sand.
Elle s'est aussi consacrée à la réalisation d'une œuvre picturale.
Elle meurt le 7 décembre 1896 à Florence.

## La famille Wodzinski
Elle appartient à la branche nobiliaire (herb) Jastrzębiec.
Maria a eu trois frères : Antoni (1812-1847), Feliks (1815-1870) et Kazimierz (1816-1875) et une sœur, Teresia ; Antoni et Kazimierz sont élèves du lycée de Varsovie dans les années 1820 et hébergés à cette époque chez les Chopin.
À la suite de l’insurrection de 1830, à laquelle ont personnellement participé Antoni et Feliks, la famille s’exile de Pologne en 1831, d'abord à Dresde, où vit un frère de Wincenty, Maciej ; puis Wincenty (qui n'est pas l'objet d'un contentieux avec les autorités russes) rentre en Pologne, tandis que son épouse et les enfants partent vivre à Genève. En 1834, il est envisagé que Chopin leur rende visite, mais ce projet n'a pas de suites. En 1835, la famille, sauf Antoni, se rassemble à Dresde, où a lieu la rencontre avec Chopin.
Antoni reste à Genève, puis s'installe à Paris en octobre 1835 ; Chopin et lui sont alors en contact étroit. En 1836 il part combattre en Espagne dans le régiment des uhlans polonais, dans le cadre de la première guerre carliste (1833-1840) et est blessé. Après sa rupture avec Maria, Chopin reste en bons termes avec lui. En 1840-1841, Antoni a une liaison avec une amie de George Sand, Marie de Rozières. Puis, retourné en Pologne pour visiter sa famille, il s'y marie et s'y installe.
Un des enfants de Feliks, lui aussi appelé Antoni, a acquis une certaine notoriété : ayant fait ses études en France, il traduit en français plusieurs romans d'Henryk Sienkiewicz, il écrit une biographie O Marii Wodzińskiej (1912) et écrit lui-même plusieurs livres en français, notamment une biographie romanesque de Frédéric Chopin : Les Trois romans de Frédéric Chopin (1886).
Dans cet ouvrage, il évoque la possibilité que le père de Frédéric, Nicolas Chopin, ait été le fils d'un Polonais nommé Szop (mot prononcé comme « chope ») : « Qu’il fût de source nancéienne, ou, comme l’ont prétendu quelques-uns de ses biographes, qu’il descendît d’un nommé Szop, reître, valet ou heiduque au service de Stanislas Lesczynski, que les aventures de son maître avaient entraîné à sa suite en Lorraine, Nicolas Chopin n’en était pas moins Français », une des rumeurs sur les origines de Chopin, antérieure à la découverte de l'acte de baptême de Nicolas vers 1925.